# Marino Zanatta
Marino Zanatta (Milano, 8 febbraio 1947) è un ex cestista e dirigente sportivo italiano.

## Carriera
Ha militato nella Pallacanestro Varese negli anni della grande Ignis e Mobilgirgi, nella Pallacanestro Milano e nella Pallacanestro Vigevano negli anni settanta, in vari campionati tra serie A1 e serie A2. 
È il primo giocatore arrivato alla Serie A dalle giovanili della Pallacanestro Milano. Raccoglie i migliori successi negli anni '70 con la Pallacanestro Varese con la quale vince 4 Campionati Italiani, 4 coppe dei Campioni, 1 Coppa Italia e 1 Coppa Intercontinentale.
In Serie A segna un totale di 4268 punti, mentre in Nazionale gioca due Olimpiadi, 1 Campionato del Mondo, 4 Campionati Europei. Fu capitano della Nazionale dal 1973 al 1976. Dal 1982 al 1992 svolse la mansione di general manager alla Pallacanestro Varese di cui diventa presidente nella stagione 1992-93. Il 23 marzo 2015 entra nella Italia Basket Hall of Fame così come l'8 maggio 2022 entra nella Hall of Fame della Pallacanestro Varese.

## Palmarès

### Club

#### Competizioni nazionali
- Campionato italiano: 4

Pall. Varese: 1972-73, 1973-74, 1976-77, 1977-78
- Coppa Italia: 1

Pall. Varese: 1973

#### Competizioni internazionali
- Coppa dei Campioni: 4

Pall. Varese: 1971-72, 1972-73, 1974-75, 1975-76
- Coppa Intercontinentale: 1

Pall. Varese: 1973

### Nazionale
- Bronzo FIBA EuroBasket

Germania Ovest 1971, Jugoslavia 1975

## Vita privata
Marino Zanatta ha tre figli: una femmina (Margherita) e due maschi (Michele e Marco).
I figli Michele e Marco militavano, nella stagione 2009-10, rispettivamente a Busto Arsizio (C-Dilettanti) e a Nerviano (C-Regionale Lombardia).
La figlia Margherita (nata a Varese il 13 febbraio 1982), dopo essere stata speaker radiofonico per Radio Fiume Ticino (emittente di Locarno), ha partecipato al Grande Fratello 11, classificandosi al terzo posto e venendo molto apprezzata da pubblico e critica.